# Гент — Вевельгем 2022
84-й выпуск  Гент — Вевельгем — шоссейной однодневной велогонки по дорогам Бельгии. Гонка прошла 27 марта 2022 года в рамках Мирового тура UCI 2022. Победу одержал эритрейский велогонщик Биньям Гирмай.

## Участники
Автоматически приглашения на гонку приняли все 18 команд категории UCI WorldTeam и две из трёх лучшие команды категории UCI ProTeam прошлого сезона Alpecin-Fenix и TotalEnergies (отказалась Arkéa-Samsic). Также организаторы пригласили ещё 5 команды категории ProTeam. Таким образом всего в гонке приняло участие 25 команды.
| UCI WorldTeams (18)- AG2R Citroën Team - Astana Qazaqstan Team - Bahrain Victorious - Bora-Hansgrohe - Cofidis - EF Education-EasyPost - Groupama-FDJ - Ineos Grenadiers - Intermarché-Wanty-Gobert Matériaux - Israel-Premier Tech - Jumbo-Visma - Lotto-Soudal - Movistar Team - Quick-Step Alpha Vinyl - BikeExchange-Jayco - Team DSM - Trek-Segafredo - UAE Team Emirates UCI ProTeams (7)- Alpecin-Fenix - Bardiani-CSF-Faizanè - B&B Hotels-KTM - Bingoal Pauwels Sauces WB - Sport Vlaanderen-Baloise - TotalEnergies - Uno-X Pro Cycling Team |
| |

## Маршрут
Маршрут гонки проходил по Западной Фландрии. Формальный старт гонки состоялся в Ипре из-под Менинских ворот, а официальный в Зоннебеке откуда дистанция шла на восток до Кортрейка и затем возвращалась в Ипр. После чего направлялась на север в регион Де Моерен, который известен своей ветреностью, до Вёрне, самой северной точке гонки, а затем по узким и извилистым дорогам обратно на юг до Поперинге во фламандские Арденны. На первых 150 км гонки не было подъёмов и брусчатый участков за исключением равнинного Veurnestraat.
Основная часть дистанции начиналась которая после Поперинге и представляла собой несколько петель в районе Ньивкерке, Вестаутера, Хёвелланда и Месена где на протяжении примерно 70 км предстояло преодолеть в общей сложности 12 категорийных подъёмов и участков. Она начиналась с серия из четырёх подъёмов включая самый известный и сложный подъём гонки Kemmelberg на который в общей сложности поднимались трижды по двум разным брусчатым участкам. Затем следовало три гравийных участка после которых ещё пять подъёмов включая два оставшихся восхождения на Kemmelberg (за 34,4 и 22,4 км до финиша соответственно).
После третьего и финального подъёма на Kemmelberg предстояло преодолеть в основном ровный финальный отрезок дистанции от Ньивкерке через Ипр до Вевелгема где располагался финиш гонки. Протяжённость гонки составила почти 250 км.
| №  | Название               | Км от старта | Покрытие  | Длинна (м) | Средний % | Макс % | Км до финиша |
| -- | ---------------------- | ------------ | --------- | ---------- | --------- | ------ | ------------ |
| —  | Veurnestraat           | 107,8        | брусчатка | 1200       | —         | —      | 142,1        |
| 1  | Scherpenberg           | 152,3        | асфальт   | 1300       | 3 %       | 5 %    | 96,6         |
| 2  | Baneberg               | 157          | асфальт   | 1410       | 5,5 %     | 14 %   | 91,9         |
| 3  | Monteberg              | 163          | асфальт   | 1560       | 3,9 %     | 10 %   | 85,9         |
| 4  | Kemmelberg (Belvedère) | 164,8        | брусчатка | 700        | 10,4 %    | 23 %   | 84,1         |
| 5  | Hill 63                | 177,3        | гравий    | 1300       | —         | —      | 71,6         |
| 6  | Christmas Truce        | 179,8        | гравий    | 2100       | —         | —      | 69,1         |
| 7  | The Catacombs          | 182          | гравий    | 650        | —         | —      | 66,9         |
| 8  | Monteberg              | 195,3        | асфальт   | 1560       | 3,9 %     | 10 %   | 53,6         |
| 9  | Kemmelberg (Belvedère) | 197,1        | брусчатка | 700        | 10,4 %    | 23 %   | 51,8         |
| 10 | Scherpenberg           | 204,6        | асфальт   | 1300       | 3 %       | 5 %    | 44,3         |
| 11 | Baneberg               | 209,3        | асфальт   | 1410       | 5,5 %     | 14 %   | 39,6         |
| 12 | Kemmelberg (Ossuaire)  | 214,6        | брусчатка | 800        | 10,9 %    | 25 %   | 34,3         |

## Ход гонки
Примерно через 25 км после старта образовался отрыв из семи гонщиков. Его составили Йелле Валлайс (Cofidis), Йохан Якобс (Movistar Team), Александр Конышев (Team BikeExchange-Jayco), Никиас Арндт (Team DSM), Ларс Саугстад (Uno-X Pro Cycling Team), Линдсей Де Вилдер (Sport Vlaanderen-Baloise) и Людовик Робет (Bingoal Pauwels Sauces WB). Их максимальное преимущество над пелотоном составляло более шести минут.
Примерно за 105 км до финиша в пелотоне произошёл массовый завал, в которой попали в том числе Флориан Сенешаль (Quick-Step Alpha Vinyl Team), Флориан Вермеерш ({{{название велокоманды-2022}}}) и Ники Терпстра (TotalEnergies). Из-за этого падения отстали от пелотона Штефан Кюнг, Арно Демар (Groupama-FDJ), Сеп Ванмарке (Israel-Premier Tech) и Том Пидкок (Ineos Grenadiers), однако до первого подъёма гонки на Scherpenberg  (96,6 км до финиша) им удалось догнать основную группу. А преимущество отрыва над пелотоном сократилось до двух минут.
Во время первого прохождения подъёма Kemmelberg из отрыва в результате технической проблемы выпал Ларс Саугстад которого чуть позже настиг пелотон. На въезде на Kemmelberg упал Хонатан Нарваэс (Ineos Grenadiers) упал и отстал от пелотона. А на самом подъёме ускорился Каспер Асгрин (Quick-Step Alpha Vinyl Team) и растянул пелотон. Что касается Петера Сагана (TotalEnergies), трёхкратного победителя гонки, он рано выпал из пелотона и не догнав его сошёл с гонки. После Kemmelberg преимущество отрыва составляло всего около 30 секунд.
За 79 км до финиша на равнине от пелотона оторвалась группа из 18 человек среди которых были довольно сильные гонщики Каспер Асгрин, Грег Ван Авермат (AG2R Citroën), Матей Мохорич (Bahrain Victorious), Дилан ван Барле (Ineos Grenadiers), Виктор Кампенартс, Арно Де Ли (оба Lotto Soudal), Биньям Гирмай (Intermarché-Wanty-Gobert Matériaux) и Арно Демар (Groupama-FDJ). После прохождения трёх гравийных участков, за 65 км до финиша, они догнали отрыв и временами доводили своё преимущество над пелотоном до 30 секунд. Позади них в основной группе взяла на себя работу команда TotalEnergies и догнала отрыв за 58 км до финиша, незадолго до второго восхождения на Monteberg. На последовавшем затем втором прохождении Kemmelberg снова увеличил темп Каспер Асгрин, что создало разрывы в пелотоне. Затем последовало ещё несколько атак. Однако ни одна из групп не смогла решительно оторваться.
На последних метрах третьего и последнего прохождения Kemmelberg, на который в этот раз поднимались с другой стороны, за 34 км до финиша атаковал Ваут ван Арт (Jumbo-Visma). Он преодолел гребень подъёма в одиночку и создал небольшой просвет в несколько секунд. Но через 2 км к нему быстро присоединились Каспер Асгрин (Quick-Step Alpha Vinyl Team), Мадс Педерсен ((Trek-Segafredo)), Сёрен Краг Андерсен (Team DSM), Матей Мохорич (Bahrain Victorious), Дилан ван Барле (Ineos Grenadiers), а также его товарищи по команде Кристоф Лапорт и Тиш Бенот (оба Jumbo-Visma). А спустя несколько секунд и основная группа. В результате этого сформировалась группа из примерно 30 гонщиков, включая в том числе сильных спринтеров Арно Демара (Groupama-FDJ), Йеспера Филипсена и Тима Мерлира (оба {{{название велокоманды-2022}}}).
После объединения групп прямо перед Ипром (24 км до финиша) атаковал француз Кристоф Лапорт (Jumbo-Visma). За ним быстро последовал эритрейец Биньям Гирмай (Intermarché-Wanty-Gobert Matériaux), а также бельгийцы Яспер Стейвен (Trek-Segafredo и Дрис Ван Гестел (TotalEnergies). Этой четвёрке удалось оторвался от пелотона, создав преимущество примерно в 40 сорок секунд. Грег Ван Авермат (AG2R Citroën) и Расмус Тиллер (Uno-X Pro Cycling Team) попытались вместе сократить отставание, но не смогли и снова вернулись в пелотон. За 2 км до финиша из пелотона атаковал Сёрен Краг Андерсен (Team DSM) в попытке в одиночку перебраться в группу отрыва.
Квартет хорошо сработался и смог удержать преимущество над пелотоном до самого финиша. Примерно за 250 м до финиша Гирмай, находившийся на последней четвёртой позиции в группе отрыва, первым начал финишный спринт и первым пересёк финишную черту. Он стал первым африканским победителем классической велогонки.
Сёрен Краг Андерсен, так и не сумевший добрать отрыв, финишировал пятым. Шестое место занял Тим Мерлир ({{{название велокоманды-2022}}}) выигравший мини спринт в основной группе.

## Результаты
| \| Генеральная классификация \| Генеральная классификация \| Генеральная классификация \| Генеральная классификация \| Генеральная классификация \| \| Гонщик \| Гонщик \| Команда \| Время \| \| \| ------------------------- \| ------------------------- \| ---------------------------------- \| ------------------------- \| ------------------------- \| \| 1-й \| Биньям Гирмай \| Intermarché-Wanty-Gobert Matériaux \| 5ч 37' 57 \| \| \| 2-й \| Кристоф Лапорт \| Jumbo-Visma \| + 0 \| \| \| 3-й \| Дрис Ван Гестел \| TotalEnergies \| + 0 \| \| \| 4-й \| Яспер Стёйвен \| Trek-Segafredo \| + 0 \| \| \| 5-й \| Сёрен Краг Андерсен \| Team DSM \| + 8 \| \| \| 6-й \| Тим Мерлир \| Alpecin-Fenix \| + 8 \| \| \| 7-й \| Мадс Педерсен \| Trek-Segafredo \| + 8 \| \| \| 8-й \| Иван Гарсия Кортина \| Movistar Team \| + 8 \| \| \| 9-й \| Матей Мохорич \| Bahrain Victorious \| + 8 \| \| \| 10-й \| Арно Демар \| Groupama-FDJ \| + 8 \| \| |                     |                                    |           |
| |                     |                                    |           |
| Источник: ProCyclingStats |                     |                                    |           |
| Генеральная классификация |                     |                                    |           |
| Гонщик | Гонщик              | Команда                            | Время     |
| 1-й | Биньям Гирмай       | Intermarché-Wanty-Gobert Matériaux | 5ч 37' 57 |
| 2-й | Кристоф Лапорт      | Jumbo-Visma                        | + 0       |
| 3-й | Дрис Ван Гестел     | TotalEnergies                      | + 0       |
| 4-й | Яспер Стёйвен       | Trek-Segafredo                     | + 0       |
| 5-й | Сёрен Краг Андерсен | Team DSM                           | + 8       |
| 6-й | Тим Мерлир          | Alpecin-Fenix                      | + 8       |
| 7-й | Мадс Педерсен       | Trek-Segafredo                     | + 8       |
| 8-й | Иван Гарсия Кортина | Movistar Team                      | + 8       |
| 9-й | Матей Мохорич       | Bahrain Victorious                 | + 8       |
| 10-й | Арно Демар          | Groupama-FDJ                       | + 8       |